# Maurice Boulanger
Maurice Boulanger, född 13 april 1909, är en friidrottare från Belgien. Han deltog vid olympiska sommarspelen 1936.